# حيدر (قناص)
قناصة حيدر الثقيلة: هي أول قناصة ثقيلة وشبه أوتوماتيكية إيرانية الصنع والتصميم عيار 50 مليمتر، والتي تُعَد إحدى القناصات الحديثة والمستخدمة داخل جمهورية إيران. وقد تم الكشف عن هذه القناصة سنة 2017م. وذلك من قِبَل القوات البرية في جيش الجمهورية الإيرانية. هذه القناصة التي تعمل بشكل أوتماتيكي، أي إنها بعد الإطلاق تقوم بتعبئة نفسها بشكل آلي. لها القدرة الكبيرة على اختراق المدرعات والعجلات المصفحة وبسرعة عالية. كما وباستطاعة هذا السلاح أيضاً اختراق الخنادق المحكمة والعربات المدرعة وطائرات الهليكوبتر وأماكن تجمع قوات العدو. ويبلغ وزن هذه القنّاصة دون الذخيرة (11.057) كيلوغرام والمدى الفعّال لهذا السلاح (1600) متر والمدى المجدي (2000) متر والمدى الأقصى (3000) متر.

## نبذة عن القناصة
ان أسلحة القناصة التي تمت صناعتها وإنتاجها داخل جمهورية إيران كقناصة آرش المضادة للمروحيات والتي تم الكشف عنها سنة 2014م. وقناصة شاهر التي أُعلِنَ عنها سنة 2012م، والتي تم تصنيعها من قبل منظمة الأبحاث والاكتفاء الذاتي للقوة البرية الإيرانية وتُستَخدَم لضرب الأهداف البعيدة. وقناصة باهر المضادة للمروحيات من عيار 23 مليمتر. وقناصة نصر-1 بعيار 12.7 مليمتر. وقناصة تكاب بمدى أكثر من 2000 متر، والتي هي أول قناصة إیرانیة بعیار 20 ملم وصُنِعَت بعد أسلحة صیاد. حيث صُمِمَت تکاب لإصابة المروحيات ويمكن إستخدامها ضد الأفراد والمشاة والمدرعات. هذه القناصات وغيرها من أسلحة القنص الإيرانية المصنعة داخل جمهورية إيران تعمل جميعها بشكل إطلاق مفرد، أي أن القنّاص يجب أن يعبئ القنّاصة بعد كل اطلاقة، الأمر الذي يحتاج بطبيعة الحال إلى وقت أطول. أمّا قنّاصة (حيدر) التي تمت إزاحة الستار عنها مؤخراً من قبل القوات البرية في الجيش الإيراني فإنها تعمل بشكل شبه أوتوماتيكي، أي أنها بعد الإطلاق تقوم بتعبئة نفسها بشكل أوتوماتيكي. وقنّاصة حيدر تُعَد الأولى التي تتمتع بهذه الميزة في إيران. وتتمتع قنّاصات كاليبر 12.7 مليمتر بقدرة عالية على ضرب الأهداف الصعبة والثقيلة كالمدرعات والاستحكامات الكونكريتية والعجلات المصفحة. وأثبتت هذه القنّاصات فعاليتها وجدارتها في استهداف العجلات الانتحارية خلال السنوات الأخيرة خصوصاً في التصدي للجماعات المسلحة ومن بينها تنظيم الدولة في العراق وسوريا التي تعتمد في هجماتها المسلحة على الانتحاريين والعجلات المفخخة. ومن الطبيعي القول أن التمكن من إحباط العمليات الانتحارية بسلاح القنّاص يحتاج إلى دقة تصويب عالية، حيث ينبغي إمّا استهداف سائق العجلة أو إعطاب محركها وهذا يتطلب الاستفادة من قنّاصات كاليبر 12.7 مليمتر كقنّاصة (حيدر الآلية) لإتمام هذه العملية لما تملكه هذه القنّاصة من قدرة كبيرة على اختراق المدرعات والعجلات المصفحة وبسرعة عالية. وباستطاعة هذا السلاح أيضاً اختراق الخنادق المحكمة والعربات المدرعة وطائرات الهليكوبتر وأماكن تجمع قوات العدو. وتنبغي الإشارة إلى أنه من المؤمل أن يتم تزويد القوات والجيوش الحليفة لطهران بهذه القناصة.

## الإعلان الرسمي عن قناصة حيدر الآلية
أُقيمَ يوم الأحد  2017/4/16م مراسم الإعلان الرسمي عن أحدث سلاح قناص إيراني نصف اتوماتيك لينظم بدوره إلى ترسانة الأسلحة المصنعة داخل جمهورية إيران. والذي أُطلِقَ عليه حيدر، بالإضافة إلى أحدث منجزات القوات البرية وذلك بمناسبة يوم جيش الجمهورية الإسلامية الإيرانية وبحضور قائد القوات البرية للجيش الإيراني. حيدر هو سلاح قناص نصف اتوماتيك عيار 50 مليمتر والمدى الأقصى لهذا السلاح هو 3000 متر.

## خصائص القناصة
يبلغ وزن هذه القناصة الآلية دون الذخيرة (11.057) كيلوغرام ووزن السلاح مع الذخيرة (17.5) كيلوغرام، اما طول السبطانة (81.28) سم وطول الجسم (33.6) سم وطول السلاح بالكامل مع جميع قطعه (134.86)سم. كما تبلغ سرعة إطلاق الرصاصة لقنّاصة حيدر (1734) متر في الثانية والعمر المفيد للسبطانة (5) آلاف رصاصة، والمدى الفعّال لهذا السلاح (1600) متر والمدى المجدي (2000) متر والمدى الأقصى (3000) متر.

## ردود أفعال
مجلة ناشيونال إنترست الأمريكية:
قالت مجلة ناشيونال إنترست الأمريكية، إن إيران كشفت في أبريل عام 2017م، عن بندقية قنص عيار 50 مليمتر نصف آلية تحمل اسم (حيدر). وأوضحت المجلة الأمريكية أن مدى البندقية لا يقل عن مدى بندقية القنص الأمريكية (باريت إم 82)، بحوالي 200 متراً. لكنها أوضحت أن البندقية الإيرانية، يزيد وزنها عن 16 كغم، وهو ما يجعلها أثقل من البندقية الأمريكية بثمانية كيلوغرامات. وتقول المجلة إن هذا السلاح ربما يكون مثالياً مع بعض القوات شبه العسكرية، التي تحتاج إلى إستخدامها في ميادين القتال. ولفتت المجلة إلى أن البندقية الإيرانية قوية بصورة كافية. لكن استخدامها ربما لا يكون مريحاً خلال القتال، إضافةً إلى ثقل وزنها. ونوهت المجلة إلى أن إيران تركز في صناعة البندقية الخاصة بها على نوع العيار الشائع الاستخدام وهو الطلقات الروسية 12.7 مم، التي يمكن لها الحصول على تلك الذخائر بطريقة سهلة.